# Ritratto allegorico di Carlo V
Il Ritratto allegorico di Carlo V è un dipinto a olio su tela (182x125 cm) attribuito a Parmigianino, databile al 1530 e conservato nella collezione privata Rosenberg & Sytiebel di New York. L'opera è documentata in antico, ma non è certo se il dipinto newyorkese, di qualità non eccelsa, sia l'originale o una copia del dipinto perduto.

## Storia
Vasari descrisse la vicenda per cui il Parmigianino, in occasione dell'incoronazione di Carlo V a Bologna, era solito andare a vedere l'imperatore mangiare e, per tentare un salto di qualità nella sua committenza, cercò di ingraziarselo eseguendo un ritratto "grandissimo, et in quello dipinse la Fama che lo coronava di lauro, et un fanciullo in forma d'un Ercole piccolino che gli porgeva il mondo quasi dandogliene il dominio" (Le Vite, 1550/1568). L'artista aveva infatti cercato più volte di ingraziarsi Clemente VII ma, nonostante i ripetuti regali e gli attestati di stima, non fece mai breccia nel pontefice.
Il papa vide il ritratto di Carlo e spinse l'autore a presentarlo, accompagnato dal vescovo di Vasona Girolamo Schio, all'imperatore, il quale apprezzò molto l'opera, secondo Vasari, facendo intendere che gli se la lasciasse; ma l'autore "mal consigliato da un suo poco fedele o poco saputo amico", disse che non era finita e se la riprese, facendo sfumare la possibilità di una ricompensa. In realtà, studi moderni, pensano che piuttosto l'opera non dovette piacere molto al sovrano, così complicato e ricco di simboli. Carlo dimostrò piuttosto di apprezzare l'aulica e grandiosa celebrazione di Tiziano, suo pittore ufficiale di lì a qualche anno.
Il ritratto finì quindi nelle mani del cardinale Ippolito de' Medici, che lo donò al cardinale di Mantova Ercole Gonzaga: all'epoca del Vasari si trovava nella guardaroba del duca mantovano. All'epoca di padre Affò era già sparito dalla città, forse saccheggiato nel 1630.
Perdute poi le tracce del dipinto, riapparve in Inghilterra nel 1857, esposto a Manchester come proveniente dalla collezione di Guglielmo Augerstern. Il 23 febbraio 1883 venne venduto col resto della raccolta alla Galleria Cook di Richmond. Copertini nel 1925 lo segnalò e lo indicò come l'originale citato da Vasari; tuttavia, sebbene altri studiosi confermassero la sua ipotesi (Bologna, 1956, Longhi, 1958, Chiusa, 2001), si sollevarono anche molti dubbi sull'autografia (Freedberg, 1950, Di Giampaolo, 1991, Gould, 1994, Sassu, 2000). Passò poi in una collezione romana; è attualmente proprietà di un collezionista negli Stati Uniti.

## Descrizione e stile
L'imperatore è ritratto seduto, a mezza figura, di tra quarti verso sinistra, indossante l'armatura. La Fama, che può meglio interpretarsi come la Gloria o la Vittoria alata, sospende un ramoscello di palma - simbolo delle conquiste spirituali - sopra il capo dell'Imperatore e uno di alloro - simbolo delle conquiste materiali - sul globo terracqueo retto dal putto. Il mappamondo è enorme e forse poteva essere letto come metafora di un potere in grado di schiacciare qualsiasi uomo, compreso l'imperatore.
La Vittoria allegorica ricorreva dopotutto anche negli apparati messi in opera per l'entrata trionfale del sovrano in città, nel 1529. Anche il globo è legato a un preciso messaggio politico, ovvero la bolla papale del 1º marzo 1530 con la quale si consentiva ufficialmente di identificare il globo imperiale con quello terracqueo. Una mano è appoggiata sulla spada e l'altra tiene saldamente la lancia. Lo sfondo è una tenda pieghettata.
La superficie dipinta appare piatta e compatta, ostacolando l'attribuzione, in contrasto con la pennellata vibrante e sciolta delle opere del periodo bolognese.